# Блехен, Карл
Карл Эдуард Фердинанд Блехен (нем. Karl Eduard Ferdinand Blechen; 29 июля 1798, Котбус — 23 июля 1840, Берлин) — немецкий живописец, представитель школы дрезденских романтиков.

## Биография
Несмотря на то, что К. Блехен начал изучение живописи у художника Леммериха, финансовое положение семьи не позволило ему продолжить это обучение. Будущий художник вынужден был сперва выучиться на банковского служащего. Регулярное художественное образование его началось лишь в 1822 году в Берлинской Академии искусств, у пейзажиста П. Л. Лютке. Однако вследствие несложившихся отношений с учителем К. Блехен порвал с академической школой и уехал в Саксонскую Швейцарию. В 1824—1827 годах он работал театральным художником-оформителем в Берлине. Состоявшаяся затем поездка в Италию окончательно определила творческий путь художника.
Блехен по своей тематике — художник-пейзажист. Его композиции после поездки на юг становятся свободнее и стилистически реальнее. Он известен как один из первых немецких «индустриальных» художников, воспевавших нарождающуюся промышленную мощь нового времени. То, что на его картине «Постройка Чёртова моста» (около 1830 года) лишь только намечено, в более поздней работе «Железопрокатный завод в Эберсвальде» (1834) обретает вполне законченную форму.
Карл Блехен умер в возрасте 41 лет психически больным человеком. Похоронен на Втором кладбище Церкви святой Троицы; ныне точное местоположение могилы неизвестно.
Город Котбус во времена ГДР учредил премию в области литературы и искусства имени своего знаменитого уроженца — премию Карла Блехена, вручавшуюся с 1956 года.

## Избранные работы
- В Берлинском Тиргартене, 1825
- Взорванная башня Гейдельбергского замка, ок. 1830
- Постройка Чёртова моста, 1830-32
- Купающиеся в парке Терни, 1829
- Лесное ущелье, 1825
- В парке виллы д'Эсте, 1830